# Kožuhe
Kožuhe su naseljeno mjesto u sastavu općine Doboj, Republika Srpska, BiH.

## Stanovništvo
| Kožuhe             |                |                |                |
| godina popisa      | 1991.          | 1981.          | 1971.          |
| Srbi               | 1.404 (95,44%) | 1.507 (93,89%) | 1.675 (98,70%) |
| Hrvati             | 17 (1,15%)     | 13 (0,80%)     | 14 (0,82%)     |
| Muslimani          | 5 (0,33%)      | 3 (0,18%)      | 0              |
| Jugoslaveni        | 32 (2,17%)     | 48 (2,99%)     | 5 (0,29%)      |
| ostali i nepoznato | 13 (0,88%)     | 34 (2,11%)     | 3 (0,17%)      |
| ukupno             | 1.471          | 1.605          | 1.697          |

## Poznate osobe
- Ivan Marković "Irac", narodni heroj